# Momak
Momak, mladić, pojam za mlađeg čovjeka koji je prerastao dječačku dob, ali još nije dosegnuo zrelu dob. Podrijetlo korijena je bugarsko. Koristi se i kao sinonim za riječi "neženja" i "mladoženja". U gospodarstvu, pogotovo kroz povijest, momak je bio onaj koji pomaže starijima ili nadređenima na seoskom imanju, ili na brodskoj posadi (sinonim za mornara). Pojam se koristio i za običnog vojnika. U Sinjskoj alci, momak je stasit i naočit pomagač alkaru.
Momak se koristi i kao naziv za muškarca koji je s nekom osobom u romantičnoj ili seksualnoj vezi. U ranije doba se pod time, kao što i sama etimologija sugerira, podrazumijevala mlađa osoba, odnosno mladić koji s nekim ljubuje u dobi prije nego što se smatra primjerenim ili je u materijalnoj mogućnosti formalizirati svoju vezu preko zaruka ili braka. Za starije muškarce u intimnoj izvanbračnoj vezi se umjesto toga rabio izraz ljubavnik ili, pogrdno, švaler. U nekim se društvenim kontekstima izrazom momak nastoji manje označiti životna dob, a više ne-formalnost i ne-obaveznost intimne veze. Za momka i njegovu djevojku se uglavnom pretpostavlja da ne žive zajedno, odnosno da nisu bračni drugovi niti u izvanbračnoj zajednici.